# هوجو تسوكرمان
هوغو تسوكرمان Hugo Zuckermann (ولد في إيجر في مايو 1881- مات في ديسمبر 1914) هو شاعر وكاتب صهيوني ألماني.
أكثر الأعمال الأدبية التي اشتهر بها تسوكرمان هي «أغنية الفرسان النمساوية». كما كان شاعرا ترك العديد من القصائد ذات قيمة أدبية.
أما خارج المجال الأدبي فقد كان تسوكرمان من أتباع الحركة الصهيونية.